# 1. bulharská fotbalová liga 1967/1968
1. bulharská fotbalová liga 1967/1968 byla nejvyšší bulharskou fotbalovou soutěží. Probíhala podzimu 1967 do jara 1968. Zúčastnilo se jí 16 týmů, soutěž se hrála způsobem každý s každým doma-venku (celkem tedy 30 kol) systémem podzim-jaro a vítězem se stal tým Levski Sofia, který se kvalifikoval do Poháru mistrů evropských zemí 1968/1979, Veletržní pohár 1968/1969 hrály týmy Slavia Sofia a Trakia Plovdiv. Účast v Poháru vítězů pohárů 1968/1969 si zajistil vítěz poháru Spartak Sofia. Poslední dva celky FK Sliven a Marica Plovdiv přímo sestoupily.

## Konečné výsledky

### Tabulka
| Poř. | Tým                | Z  | V  | R  | P  | VG | OG | B  |
| ---- | ------------------ | -- | -- | -- | -- | -- | -- | -- |
| 1.   | Levski Sofia       | 30 | 18 | 9  | 3  | 61 | 29 | 45 |
| 2.   | CSKA Sofia         | 30 | 18 | 6  | 6  | 63 | 27 | 42 |
| 3.   | Lokomotiv Sofia    | 30 | 18 | 4  | 8  | 65 | 40 | 40 |
| 4.   | Spartak Sofia      | 30 | 16 | 6  | 8  | 49 | 38 | 38 |
| 5.   | Slavia Sofia       | 30 | 13 | 8  | 9  | 49 | 41 | 34 |
| 6.   | Trakia Plovdiv     | 30 | 10 | 10 | 10 | 52 | 49 | 30 |
| 7.   | Minor Pernik       | 30 | 11 | 6  | 13 | 39 | 59 | 28 |
| 8.   | Botev Vraca        | 30 | 11 | 5  | 14 | 55 | 40 | 27 |
| 9.   | Lokomotiv Plovdiv  | 30 | 11 | 5  | 14 | 47 | 42 | 27 |
| 10.  | Beroe Stara Zagora | 30 | 12 | 3  | 5  | 56 | 57 | 27 |
| 11.  | Černo more Varna   | 30 | 10 | 6  | 14 | 43 | 43 | 26 |
| 12.  | Dobrudža Dobrič    | 30 | 8  | 9  | 13 | 36 | 50 | 25 |
| 13.  | Spartak Pleven (N) | 30 | 9  | 7  | 14 | 43 | 61 | 25 |
| 14.  | Botev Burgas       | 30 | 9  | 7  | 14 | 35 | 53 | 25 |
| 15.  | FK Sliven (N)      | 30 | 9  | 6  | 15 | 38 | 57 | 24 |
| 16.  | Marica Plovdiv (N) | 30 | 6  | 5  | 19 | 29 | 74 | 17 |

Poznámky:
- Z = Odehrané zápasy; V = Vítězství; R = Remízy; P = Prohry; VG = Vstřelené góly; OG = Obdržené góly; B = Body;  (N) = Mužstvo postoupivší z nižší soutěže (nováček)

|  | Pohár mistrů evropských zemí 1968/1969 |
|  | Veletržní pohár 1968/1969              |
|  | Pohár vítězů pohárů 1968/1969          |
|  | Sestup                                 |

### Nejlepší střelci
|    | hráč              | tým                | góly |
| -- | ----------------- | ------------------ | ---- |
| 1. | Petar Žekov       | Beroe Stara Zagora | 31   |
| 2. | Nikola Kotkov     | Lokomotiv Sofia    | 28   |
| 3. | Georgi Kamenov    | Botev Vraca        | 21   |
| 4. | Božidar Grigorov  | Slavia Sofia       | 19   |
| 5. | Michail Gjonin    | Spartak Sofia      | 16   |
| 5. | Ilija Dragomirov  | Botev Vraca        | 16   |
| 7. | Dimitar Marašliev | CSKA Sofia         | 15   |
| 7. | Georgi Asparuchov | Levski Sofia       | 15   |
| 9. | Georgi Manolov    | Dobrudža Dobrič    | 17   |
| 9. | Dinko Dermendžiev | Trakia Plovdiv     | 14   |